# 연화 (1967년 영화)
"연화"는 1967년 공개된 대한민국의 영화이다.

## 배역
- 최무룡
- 문희